# John Birt, Baron Birt

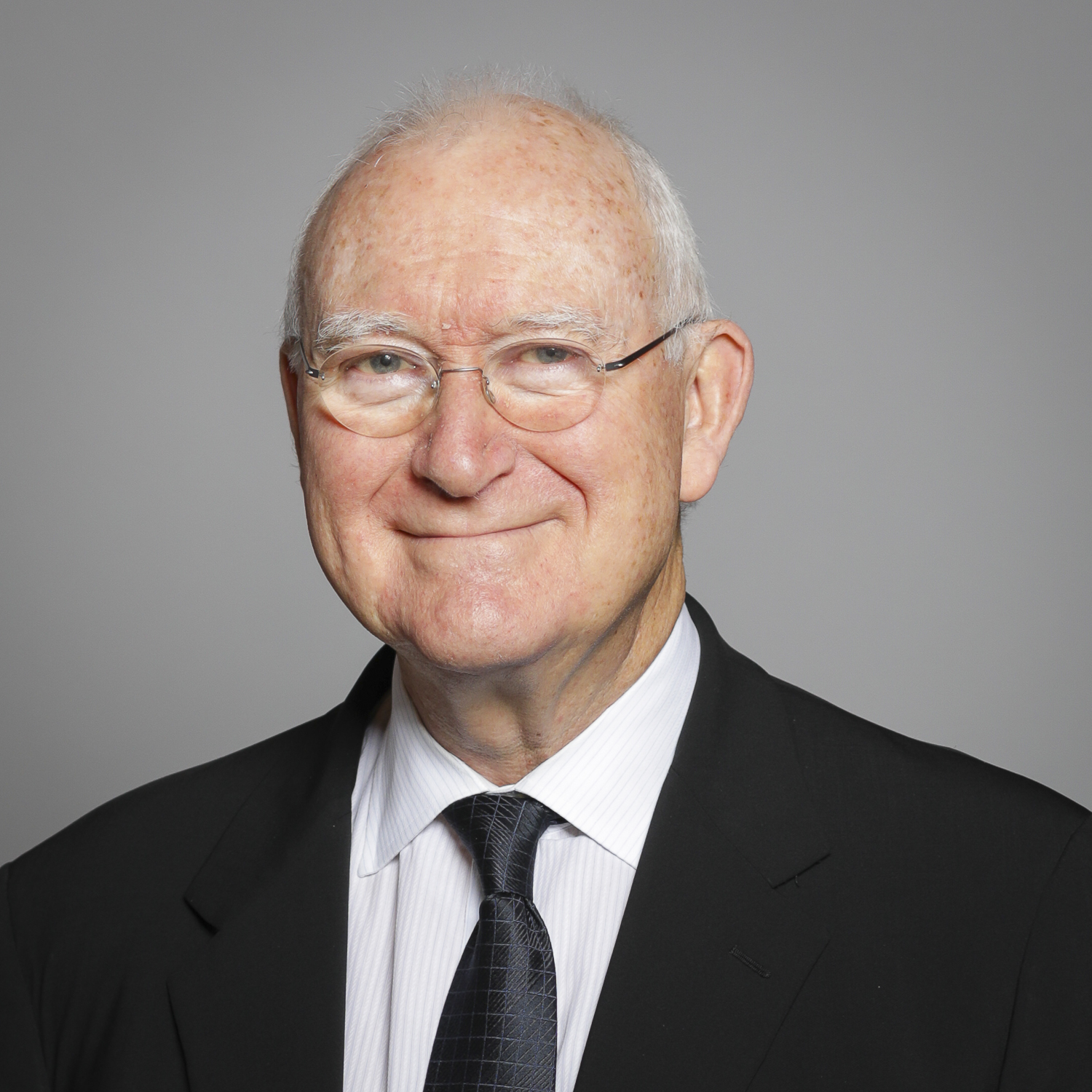
John Birt, Baron Birt, 2019

John Birt, Baron Birt (* 10. Dezember 1944) ist ein britischer Journalist, ehemaliger Generaldirektor der BBC und Life Peer.

## Biografie

### Ausbildung
Birt wurde in Liverpool als Sohn eines katholischen Vaters und einer protestantischen Mutter geboren und wurde katholisch erzogen. Er besuchte das St. Mary’s College in Liverpool und das St. Catherine’s College der University of Oxford, wo er Ingenieurwissenschaften studierte.

### Fernsehkarriere
Von 1966 bis 1971 war Birt bei Granada Television. Er entwickelte das Magazin Nice Time. Während seiner journalistischen Tätigkeit für das Magazin World in Action, arrangierte Birt im Juli 1967 ein Treffen zwischen Mick Jagger und führenden Persönlichkeiten der britischen Gesellschaft. Jagger, nach einer Drogen-Anklage wieder freigelassen, stieg aus einem Hubschrauber auf den Rasen, um aktuellen Fragen der Tagespolitik mit ihnen zu diskutieren, unter anderem mit dem Herausgeber der Times und dem Bischof von Woolwich.
Er startete seine sehr erfolgreichen Karriere im kommerziellen Fernsehen, zunächst bei Granada Television und dann bei London Weekend Television (LTW). In der Mitte der 1970er verließ er LWT, um die Interviews von David Frost mit dem zurückgetretenen ehemaligen US-Präsidenten Richard Nixon zu produzieren. Er kehrte anschließend als Programmdirektor zur LTW zurück. Birt wurde dann 1987 unter dem damaligen Generaldirektor Michael Checkland stellvertretender Generaldirektor der BBC und blieb dies bis 1992. Als stellvertretender Generaldirektor war Birt verantwortlicher Leiter der BBC-Nachrichtensendungen und der Sendungen zum aktuellen politischen Tagesgeschehen. In der Folgezeit wurde er zu einem der einflussreichsten Chefredakteure in der Geschichte der BBC.
Als stellvertretender Generaldirektor führte er im Einvernehmen mit der Conservative Party eine Neustrukturierung der BBC durch.
Birts Beförderung zum Generaldirektor im Jahre 1992 löste gleich zu Beginn seiner Tätigkeit eine Kontroverse aus. Es wurde bekannt, dass Birt trotz seiner Funktion als Generaldirektor der BBC lediglich auf freiberuflicher Basis als Berater angestellt worden war, um ihm die Möglichkeit zu geben, zahlreiche persönliche Aufwendungen von der Steuer abschreiben zu können, inklusive der Tätigkeit seiner Frau als Sekretärin. Solche Arrangements wurden für einen Generaldirektor der BBC als inakzeptabel angesehen. Birt wurde daraufhin auf politischen und öffentlichen Druck schließlich Angestellter der BBC. Im Rahmen der Festlegung seines Gehaltes als Generaldirektor der BBC musste Birt seine Aktien bei LWT verkaufen. Er hatte das Amt des Generaldirektors bis 2000 inne.

### Berater von Blair und weitere Laufbahn
2001 wurde Birt von Tony Blair zu seinem persönlichen Berater ernannt.
Birts Rolle in der britischen Regierung galt als umstritten, da er als spezieller Berater im Gegensatz zu einem Staatsbeamten nicht verpflichtet war, sich Anfragen aus den Sonderausschüssen des House of Commons zu stellen. 2002 gab es politisches Aufsehen, als sich herausstellte, dass die Regierung Birt ausdrücklich gebeten hatte, nicht vor dem Verkehrsausschuss zu erscheinen, obwohl er damals für ein langfristiges Verkehrskonzept verantwortlich war.
Im selben Jahr hatte Birt in einem Strategiepapier ein zweites Netzwerk von gebührenpflichtigen Autobahnen vorgeschlagen, um den Problemen der Verkehrsstaus entgegenzuwirken. Im Dezember 2005 gab Birt seine Funktion als persönlicher Berater Blairs aus persönlichen Gründen auf, um als Investmentmanager zur privaten Beteiligungsgesellschaft Terra Firma zu wechseln.
Seit Februar 2004 gehört Birt dem Aufsichtsrat von PayPal an.
Seit 2006 ist er für die Beratungsfirma Capgemini tätig. Er berät die Firma im Bereich Beratungsdienste im öffentlichen Sektor und Telekommunikation, Medien und Entertainment. Von 2006 bis 2007 war er Vorsitzender bei Infinis, dem größten unabhängigen Erzeuger von erneuerbarer Energie aus Deponiegas im Vereinigten Königreich.
Birt ist seit 2000 Life Peer als Baron Birt, of Liverpool in the County of Merseyside. Im House of Lords sitzt er als Crossbencher.

## Familie
Birt heiratete 1965 in Washington, D.C. die in den USA geborene Jane Lake, die er während ihres Kunststudiums in Oxford kennengelernt hatte, und hat mit ihr zwei Kinder, Eliza und Yahya (zuvor Jonathan) Birt. Im April 2005 gab er eine zwölfmonatige Affäre mit Eithne Wallis, einer geschiedenen Mutter mit drei Kindern, zu. Die Scheidung von seiner Frau kostete ihn nur 1.500 €, da er den Ehebruch zugegeben hatte. Am 16. Dezember 2006 heiratete er Eithne Wallis.
Die Hochzeit fand am 16. Dezember 2006 in Islington statt. Ein Empfang wurde nach der Zeremonie im Londoner St. John Restaurant in Smithfield abgehalten, bei dem u. a. Peter Mandelson und Trevor Philips, der Vorsitzende der Kommission für Gleichstellungsfragen und Menschenrechte, teilnahmen.

## Darstellung im Film
In dem Film Frost/Nixon von 2008 wird er von Matthew Macfadyen dargestellt.